# Ambrosius Aurelianus
Ambrosius Aurelianus, Ambroise Aurélien en français moderne (Emrys Wledic en gallois moderne), est un chef de guerre breton du Haut Moyen Âge sur lequel nous ne possédons que peu d'éléments, tous proches de la légende.
Il apparaît dans les sources comme actif de 435 à plus de 460. Il galvanise et organise la défense des troupes bretonnes face à l'invasion saxonne à partir des années 450. Cet officier, issu de l'aristocratie bretonne romanisée et formé aux techniques militaires romaines, entame une guerre marquante contre les Saxons. C'est ce conflit auquel aurait participé le personnage légendaire d'Uther Pendragon (père du roi Arthur), et qui lui donna la notoriété qu'il a aujourd'hui. Ambrosius Aurelianus ne connaît pas une telle reconnaissance, bien qu'il ait grandement contribué à la défense de l'île de Bretagne, ainsi qu'à de nombreux événements sur le continent lors de son repli stratégique en Armorique et dans son domaine gallo-romain.
Il aurait été parent d'Aurelius Conanus et de Paul Aurélien, l'évangélisateur du Léon en Bretagne armoricaine. Il pourrait aussi être à l'origine du personnage d'Arthur par son titre théorique de Riothamus, roi des rois. Ce sont les chroniqueurs latins de la Bretagne qui, les premiers, mentionneront l’individu entre le VIe et le XIe siècle. D’un récit à l’autre, le rôle et les caractéristiques du personnage évolueront et il sera, tour à tour, chef de guerre, prophète et prince romain.

## Hypothèses historiques

### Ascendance

#### DeuxAmbrosii?
Dans le texte de Gildas le Sage ou de Nennius, on ne trouve qu'une seule mention de son ascendance, sur ses parents, « qui avaient aussi porté la pourpre pour leur mérite, et avaient sans doute été tués dans ces mêmes querelles ». Ici, le personnage combattant les Saxons en 460 serait trop vieux pour être l'adversaire redouté de Vortigern des années 430 cité par Nennius : une théorie répandue soutient qu'il se peut donc, à l'instar d'autres personnages contemporains, qu'il y ait deux Ambrosius père et fils, ou au moins de la même famille, qui se seraient succédé dans la lutte contre les Saxons.
- Ambrosius Aurelianus l'aîné (vers 380-vers 440), identifié anonymement par Gildas, aurait peut être un rapport lointain avec Owain Ddantgwyn, figure composite du roi Arthur selon certains historiens. Cet Ambrosius, serait connu des gallois sous le nom de "Emrys Wledig", c'est-à-dire "Ambroise l'empereur", titre honorifique également donné au roi Cunneda[3]. On le rapproche parfois de l'ancien propriétaire du Trésor de Hoxne, Aurelius Ursicinus.

- Le second, Ambrosius Aurelianus le jeune (vers 430-vers 480), serait celui qui aurait éventuellement vaincu les envahisseurs à la bataille du mont Badon et aidé les Bretons à vaincre les Saxons : c'est une source d'inspiration non négligeable pour le roi Arthur[4].

Plusieurs suppositions ont été émises concernant la famille du Romain par l'historien Frank D. Reno ou Alex Wolf. Pour certains chercheurs[Lesquels ?], elle est originaire d'Italie, fraîchement venue en Bretagne, ce qui expliquerait le curieux manque de généalogie à son sujet. Le père d'Ambroise de Milan se nommait dans certaines sources Aurelius Ambrosius, et fut préfet du prétoire des Gaules dans les années 340 ; il n'est pas absurde de penser que ce magistrat avait un lien de parenté avec le chef de guerre breton. Une solution consiste à supposer que la romanité du chef de guerre était à comprendre au sens politique du terme, et non ethnique.

#### Sur le statut des parents
Concernant ses parents honorés de la pourpre, la liste des consuls romains est disponible et nul Ambrosius concordant avec le personnage ne se trouve là à la basse Antiquité : il apparaît alors évident que l'auteur employait le terme de consul à tort, en tant que poste honorifique dans la Romania. La liste des gouverneurs et des vicaires de l'île de Bretagne est presque totalement inconnue à cette époque. Il est donc possible, bien qu'hypothétique, qu'un fonctionnaire issu du Sénat — plus de deux mille personnes à l'époque — ou d'une institution similaire soit devenu gouverneur de Maxime Césarienne (la tradition, l'étymologie et les noms relatifs au personnage le situent dans la moitié sud du Royaume-Uni ; cette région était traditionnellement attribuée à un gouverneur de rang consulaire selon la Notitia dignitatum) pour tenter de calmer les tensions politiques de la province après le passage de Constantin III, ou simplement pour réaffirmer l'autorité romaine, les Bretons se considérant encore comme romains. Cela expliquerait le fait que cet envoyé porte la "pourpre" (bande de couleur rouge sur la toge des hauts fonctionnaires romains). Gildas fait mention d'un "roi vertueux" ayant été démis de ses fonctions de manière légale, dans les chapitres évoquant le chaos politique post-romain ; quelques historiens y ont vu le père anonyme d'Ambrosius.
Il a été supposé qu'Ambrosius l'aîné puisse être un des trois généraux dirigeant l'île à la période romaine : Dux Britanniarum (commandant des forces du mur d'Hadrien), Comes littoris Saxonici per Britanniam (commandant des défenses littorales) ou Comes Britanniarum (commandant des forces mobiles). Toutefois, certaines preuves montrent que le dernier Dux Britanniarum fut le roi Cole Hen, ancien allié de Rome. De même, le dernier Comes Britanniarum fut sans doute Constantin lll et le dernier Comes Litoris fut Eudaf Hen : cela exclut à l'heure actuelle Ambrosius l'ancien de ces hautes dignités militaires, et renvoie à l'administration civile.

#### En Est-Anglie
Ce père pourrait également être le Aurelius Ursicinus dont on a retrouvé les possessions, possessions composant le trésor de Hoxne,. En effet, la présence d'un noble chrétien du bas-empire du nom d'Aurelius, de surcroît dans la région de Maxime Césarienne, peut interroger. Le nom d'Ursicinus, ou Ursicin, connaît une certaine popularité durant le haut moyen âge ; venant du latin Ursus, ours, on peut rapprocher cette étymologie d'Arthur, du brittonique Arz, l'ours. Dans le cas où Ambrosius Aurelianus aurait un lien avéré avec cet Aurelius Ursicinus, ce serait un argument notable pour son identification avec le roi Arthur,.
Les régions d'Est-Anglie et du Sud-Est, dans le bas pays britannique, étaient particulièrement riches durant l'époque romaine.

#### Au sud du pays de Galles
Dans plusieurs légendes et traditions à son sujet, Ambroise apparaît lié tantôt à la région du Dyfed, tantôt du Glywysing, s'il n'en est originaire ; c'est une zone romanisée, où les chefs déisis latinisent leurs noms et s'intègrent sans heurts. La "légende de l'enfant sans père" de Nennius prend place au "champ d'Elletus" (Campus Elleti, près de Llantwit Major, ou Camarthen selon les versions), et saint Paul Aurélien, souvent considéré comme un membre de sa famille, naît peut-être dans le cantref de Penychen, actuel val du Glamorgan et lieu teinté d'une forte histoire archéologique romaine. On ignore pourquoi le personnage d'Ambroise est aussi présent dans la région sud du pays de Galles, bien que plusieurs théories aient été construites pour en expliquer le sens. "C'est à se demander, comme le dit C. Y. Kerboul, s'il n'est pas originaire de cette région."
Paul Aurélien, célèbre évêque gallois du VIe siècle, est le fils d'un comte fortuné nommé « Porphyrius », « Perphirius » ou « Porphino », c'est-à-dire le pourpre/porteur de la pourpre, à l'origine en grec. La relation entre ce nom inhabituel en Occident et la noblesse romaine des parents d'Ambroise (eux-mêmes liés à la pourpre) n'est pas clairement définie, mais la coïncidence reste notable. Une piste consisterait à mettre en relation Tudwal Pefir, père semi-légendaire d'Aurelius Conanus (probablement lié à Ambroise par le sang, et nommé Cunin Cof dans le De Situ Brecheniauc) et le Porphyrius des vitae : Pefir ou Befr, "le rayonnant" en gallois, se serait rapproché par homophonie du latin "Porphyrius" jusqu'à transformer le nom du père de Pol Aurélien (ce dernier étant donc frère putatif du roi fustigé par Gildas). La question serait donc de savoir pourquoi un descendant supposé d'Ambrosius Aurelianus, dont les bases sont situées dans le Gloucestershire et l'Hampshire, se serait retrouvé dans un petit cantref du Glywysing, étant donné sa filiation remarquable (peut-être y a-t-il confusion entre des homonymes).

### Descendance
Pour ce qui est de l'identité son épouse ou de ses descendants, les sources restent muettes. Le contexte local nous donne néanmoins certains indices ; on peut facilement imaginer le ou les Ambrosii épouser des femmes issues de l'aristocratie britto-romaine/brittonique. Quant aux noms des descendants dégénérés cités par Gildas dans son œuvre, ils sont purement et simplement absents des documents de l'époque, du moins en tant que descendants clairement admis comme tel (voir paragraphe suivant). La seule indication fournie est que les descendants du grand Ambrosius « ont beaucoup dégénéré de la vertu de leurs aïeux ». Pour l'écrivain Mike Ashley, ces descendants dégénérés concernent la lignée d'Aurelius Conanus, un des cinq tyrans critiqués par le moine, qui aurait régné dans la région des marches galloise contrôlée, entre autres, par son ancêtre, le Gloucestershire - il est appelé catule leonine, aureli canine (en latin : lionceau du lion) par Gildas, ce qui tendrait à lui attribuer une ascendance très noble. Cette région, constituées des villes britto-romaines de Gloucester (Caer Gloui), Bath (Caer Baddan) et Cirencester (Caer Ceri), est appelée Guenet par Nennius, et reste fortement romanisée au moins jusqu'au VIe siècle.

### Nom, surnoms etTria Nomina
Dans les légendes galloises où l'historicité est confuse, Ambroise apparaît toutefois sous le nom "celtisé" d'Emrys, où se trouvent accolés tantôt le surnom de "Wledig" tantôt celui de "Ben-Aur", plus énigmatique. Wledig, assimilé plus tard au brittonique Amerauder/Amheraudyr/Ymrodur (empereur) est un titre légendaire particulièrement honorifique, attribué uniquement à des souverains d'exception. Il se traduit selon le contexte en "protecteur", "maître des milices", "propriétaire terrien" ou simplement "[grand] souverain". Le surnom de Ben-Aur (ou Benaur) évoque en gallois l'épithète assez hermétique de "tête d'or" ou "tête dorée" : les surnoms fortement imagés ne sont pas rares (Penasgell : tête ailée ; Sarffgadau : serpent de bataille ; Claforawg : le saliveur ; Eurfron : poitrine d'or ; Ysgithrog : grands-crocs) et semblent évoquer des particularités physiques, des traits de caractères ou des faits légendaires.
Le nom d'Ambrosius Aurelianus peut également donner quelques indices sur son identité, même si les spécialistes ne sont pas d'accord entre eux. Un citoyen romain avait, afin qu'on le reconnaisse, le droit à un nom en trois parties, les tria nomina : praenomen, nomen, cognomen (prénom, nom et surnom de famille). Le patronyme d'Aurelianus indique une appartenance à la gens Aurelii, une riche et ancienne famille romaine commune à Ambroise de Milan et Jules César. Aurelianus pourrait être un deuxième cognomen, permettant de différencier le père et le fils ou indiquer une adoption par le suffixe -anus. Ambrosius, lui, serait donc un cognomen ; sa présence en tant que praenomen est très rare et hautement improbable, mais la relation avec Ambroise de Milan ne doit pas être mise de côté. Son praenomen, s'il n'est pas Ambrosius, est aujourd'hui inconnu : dans l'épigraphie latine, il est souvent abrégé par son initiale. Selon certaines hypothèses, cette unique lettre aurait été perdue au fil du temps, à cause de son insignifiance, ce qui n'est pas un cas isolé. Pour les grands personnages romains, on pouvait également ajouter un troisième cognomen plus personnel (l'agnomen), évocateur de succès militaires ou civils. Dans le cas d'un général victorieux comme Ambrosius Aurelianus, les noms honorifiques avérés comme "Britannicus" ou "Saxonicus" seraient plutôt appropriés. L'historien Léon Fleuriot lui supposa qu'Ambrosius fut son véritable praenomen, avec un cognomen de type Riothamus.

## Chronologie du monde breton à l'époque d'Ambroise

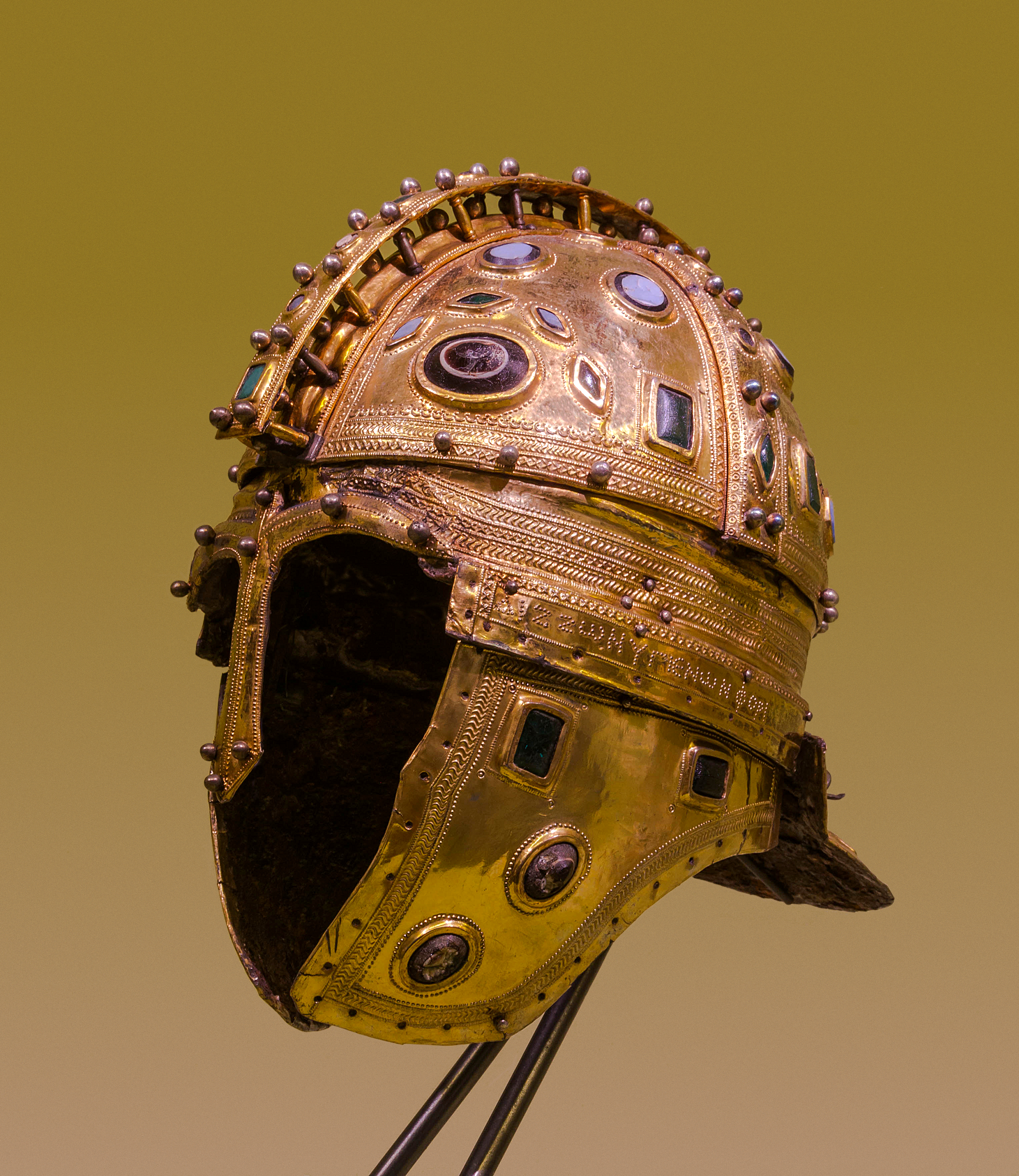
Casque romain d'officier supérieur, comme pouvait en posséder les duces tels Ambrosius Aurelianus ou Magnus Maximus.

- 402 : La Bretagne ne frappe plus monnaie : l'armée romaine, qui n'est plus payée, est même rapatriée en Italie sur ordre de Stilicon.
- 407 : à la suite de la traversée du Rhin par des milliers de Germains ayant en tête les razzias et la colonisation, la situation en Gaule romaine devient critique. L'usurpateur breton Constantin III et ses fils Constant et Julien franchissent la Manche afin de prendre le contrôle de la Gaule. Après quelques succès, Constantin sera fait prisonnier puis exécuté fin 411.
- 409 : Les Bretons expulsent les fonctionnaires romains (dont les vicaires Chrysanthus et Victorinus) et se gouvernent seuls[19] ; indépendance de facto de la Bretagne, après plus de quatre siècles de domination romaine. Malgré de multiples répressions par le préfet du prétoire Exuperantius, l'Armorique restera une région de plus perdue par l'empire d'Occident.
- 410 : Rescrit d'Honorius : devant la demande d'aide militaire de la part des notables britto-romains, Ravenne répond par la négative. À Blois, le chef breton Iuomadus expulse le "consul" franc Odo et fonde un état semi-autonome autour de la ville, qui ne s'écroulera qu'avec l'avancée de Clovis.
- ca.425 : Vortigern, vraisemblablement un notable romanisé mais pro-celtique des marches galloises, accède à la présidence du conseil des cités bretonnes et entame un règne marqué par des invasions et contestations multiples.
- Entre 420 et 440 : Naissance probable d'Ambrosius Aurelianus selon Léon Fleuriot[14] ; plus tôt, il est trop vieux pour la contre-attaque britannique vers 460 et ce qui suivit ; la date limite postérieure est encore sujette à débats selon le placement chronologique que l'on fait du dux. M. Veprauskas propose la date intermédiaire d'environ 430/435 afin de coïncider avec l'âge de l'enfant prophète dans la légende rapportée par Nennius[20].
- ca.430 : L'évêque et gouverneur Germain d'Auxerre, accompagné de Loup de Troyes, voyage en Bretagne pour y combattre le Pélagianisme : il dirige et vainc à la bataille de l'Alléluia. En Irlande, Palladius convertit les Celtes païens.
- ca.435 : Deuxième visite possible de saint Germain en Bretagne, parfois située vers 447 (certains spécialistes estiment qu'une seule visite, dédoublée par la suite, a en réalité été effectuée). L'évêque est accompagné de Saint Sévère de Trèves.
- ca.437 : Bataille de Guoloph (actuellement Wallop, dans le Hampshire), de cause et de conséquences inconnues, entre Ambrosius et Vitallinus (peut-être le nom d'origine de Vortigern) ; peut-être point culminant de la lutte entre le Christianisme Nicéen et le Pélagianisme. Dans tous les cas, le dux bellorum se battant dans le Hampshire à cette date ne peut pas être le vainqueur de la bataille de Badon, sous peine d'être d'un âge canonique incohérent : Nennius parle peut-être du père "portant la pourpre" d'Ambrosius, confondu avec ce dernier plus tard (à moins qu'il ne portent le même nom ; cf. l'hypothèse des deux Ambrosii). En Gaule romaine, les bagaudes de Tibatto, lancées vers 435, tournent court face au dux Litorius.
- Entre 440 et 445 : Premières révoltes saxonnes. Mort possible, par les Saxons ou la peste, des nobles parents d'Ambrosius Aurelianus dans les années 442/443, où apparaît, selon Geoffrey de Monmouth, une comète "évoquant un dragon", donnant plus tard naissance au mythe d'Uther Pendragon. Délocalisation possible de Cunedda Wledig et ses Votadini dans le royaume de Gwynedd.
- ca.446 : La Bretagne envoie une autre demande d'aide militaire à Ravenne, probablement au généralissime Flavius Ætius. Cette demande reste lettre morte.
- 447 : Les Armoricains, révoltés contre Valentinien III et ayant été jusqu'à assiéger Tours, demandent l'intercession de Germain d'Auxerre pour la signature d'une paix avec Ætius et ses troupes alaines fédérées, afin de clore des hostilités particulièrement meurtrières.
- 448 : Le médecin nantais Eudoxe monte une révolte contre l'autorité romaine, vite écrasée. Après sa défaite, il s'enfuit à la cour du roi hun Attila[21].
- ca.450 : La grande "révolte saxonne" éclate (date incertaine, allant de 440 à 455). Les mercenaires saxons, enrôlés par Vortigern, préfèrent désormais piller la côte orientale de la Grande Bretagne avant de revenir sur leurs terres. Les Bretons en fuite émigrent en masse en Gaule du nord, avec l'autorisation présumée du magister militum Ægidius (jusqu'à 50 000 migrants à la fin VIe siècle) ; mort possible des nobles parents d'Ambrosius Aurelianus "dans ces mêmes querelles". Naissance probable de Saint Ildut.
- 451 : Bataille des champs Catalauniques. Les Armoricains, dont les terres indéfendables ont été abandonnées par l'empire, prêtent toutefois main-forte à Ætius pour combattre et repousser les forces d'Attila.
- ca.453 : Desiderius devient évêque de Nantes.
- ca.460 : Ambrosius Aurelianus, réfugié en Armorique ou au Glywyssing selon les traditions, se fait reconnaître comme chef de guerre et investit divers lieux stratégiques pour contenir l'avancée saxonne ; cette tactique, qui durera une trentaine d'années, reçoit un bilan militaire mitigé[22]. Mort probable de Vortigern entre 455 et 460, réfugié selon la tradition dans une forteresse du Monmouthshire, sur la Wye.
- 461 : Date traditionnelle du décès de Magonus Succatus Patricus, plus connu sous le nom de Saint Patrick. Au concile de Tours siègent Mansuetus, qualifié "d'évêque des Bretons", Eusèbe, évêque de Nantes et Athemius, évêque de Rennes ; ils sont quasiment les premiers à être certifiés comme tels au Ve siècle.
- 465 : Concile de Vannes. En présence des prélats Anthemius de Rennes et de Nonnechius Ier de Nantes, saint Patern prend l'évêché de la cité du même nom[23].
- 468-470 : Le Riothamus (titre signifiant "Roi suprême" selon Fleuriot et attribué par ce dernier à Ambrosius), sur la demande personnelle de l'empereur Anthémius, rejoint une coalition romaine contre Euric, roi des Wisigoths, qui tente de franchir et de conquérir la Loire. Peut-être trahis par le préfet du prétoire Arvandus, les Bretons sont massacrés à Déols et trouvent refuge chez les Burgondes, sans que l'on ne connaisse véritablement la suite des événements.
- ca.480 : Naissance probable de Paulus Aurelianus (Paul Aurélien) à Llantwit Major, dans le Glamorgan, souvent amalgamé par la suite avec Paulin de Galles, un religieux du Carmarthenshire et Pawl de Penychen, un souverain mineur du Glywyssing. Mort probable d'Ambrosius Aurelianus (la date du décès allant de 475 à 500), laissant derrière lui des dynastes sans grande pérennité historique (probablement Aurelius Conanus et les rois Conmail, Condidan et Farinmail sur la Severn).
- 486 : Syagrius, dernier dux du domaine de Soisson, est vaincu puis exécuté par Clovis, qui s'empare du dernier reste politique de la Romania en Gaule[24]. Le roi des Francs tente de s'avancer vers l'ouest, et s'il fait main basse sur Rennes et Nantes dans la décennie 490 (qui formeront les marches de Bretagne), la suite de sa campagne sera nettement plus rude.
- 497 : Les Bretons armoricains et les Francs concluent finalement une paix tacite, négociée par saint Melaine, qui durera jusqu'aux exactions de Conomor du Poher et Waroch du Bro Erech, au milieu du VIe siècle[25],[26].
- Entre 480 et 500, plus sûrement vers 495 : Bataille du mont Badon. Cette victoire écrasante des Bretons stoppe pour un demi-siècle la colonisation anglo-saxonne ; alors que le commandant est anonyme, la victoire est tardivement attribuée au roi Arthur.
- 508 ou 515 : Nathanleod est vaincu par Cerdic du Wessex avec 5000 bretons dans le Hampshire, à Netley Marsh.
- Entre 511 : Riwall Meur Marzhou, prince de Domnonée, émigre en Armorique avec ses compagnons et certains de ses frères pour y fonder une nouvelle colonie, avec l'accord des rois francs de Paris. Ses victoires contre le chef goth Corsold entérinent la fondation de la Domnonée armoricaine.
- Entre 520 et 550 : Iahan Reith, c'est-à-dire : Lex/Regula (peut être une épithète d'Ambrosius) puis Daniel Drem Ruz du royaume de Cornouaille, vraisemblablement rois de domaines de part et d'autre de la Manche[27], ainsi que les reguli de Domnonée et du Vannetais, s'épanouissent et renforcent leur hégémonie sur l'Armorique, alors devenue Bretagne : dépeuplée et ruinée par les divers conflits à la fin de l'empire d'Occident, la péninsule désormais christianisée imprime ses légendes fondatrices en y mêlant les récits de ses chefs et de ses abbés. Les souverains claniques bretons achèvent de s'approprier en nom propre la zone d'influence dont Nominoë héritera quelques siècles plus tard.
- ca.530-ca.547 : Maelgwn, roi du Gwynedd, soumet la majorité des souverains bretons alentour ; méprisé par Gildas qui lui prête des mœurs peu reluisantes, il représente toutefois l'apogée de la Bretagne post-romaine indépendante.

## Ambroise en tant que chef de guerre

### Selon Gildas

#### DansDe Excidio
Tout d’abord, l’œuvre de Gildas le Sage (504-570), De Excidio et Conquestu Britanniae, jette les bases d’un récit qui entoure le personnage d’Ambroise. Les Bretons, aux prises avec les Pictes et les Scots, suivront les conseils de Gurthrigern (Vortigern) et s’allieront à des mercenaires saxons. Ceux-ci les trahirent et plusieurs Bretons s’enfuirent dans les montagnes galloises où ils se rallieront autour d’un chef de nationalité romaine qui mènera alors la résistance. Cet homme sera victorieux à la bataille du mont Badon. Plus précisément, Gildas affirme qu'Ambroise Aurélien est le dernier homme de nationalité romaine encore vivant en Bretagne, et qu'il est très probablement chrétien. Il précise que ses parents auraient mérité de porter la pourpre, c’est-à-dire qu’ils avaient des charges importantes au sein de la société romaine (consul, sénateur ou magistrat). Le général, voire généralissime Ambroise, défenseur des valeurs (et de la culture) romaines traditionnelles et catholiques, aurait fait un excellent point de ralliement pour les bretons de toutes origines, qui auraient pu se rassembler autour de lui comme d'un symbole de pouvoir apte à leur redonner foi.

#### Contre Vortigern
Des années 420/430 jusqu'à la fin des années 450, le chef Vortigern organise selon Gildas un conseil des cités bretonnes pour assurer une cohésion centralisée du pouvoir. Il en prend le commandement, bien qu'Ambrosius l'ancien semble être son principal opposant comme leader de la faction pro-romaine et catholique, comme le sous-entendrait Nennius selon certains chercheurs. Pour JNL Myres, le statut du Pélagianisme serait une des causes de la grande discorde entre Vortigern et Ambrosius, ce qui aurait mené à la bataille de Guoloph, décrite dans l'ouvrage de Nennius, l'Historia Brittonum.
Le destin d'Ambrosius l'ancien, au pouvoir remarquable, est connu : il serait mort dans la terreur saxonne, soit la rébellion des mercenaires germains contre leurs employeurs suivie de la peste. La date de cet événement est confuse, mais elle est traditionnellement datée dans les années 440 à 450. Par la suite, le règne de Vortigern se faisant de plus en plus désastreux face aux Saxons, Ambrosius le jeune, réfugié traditionnellement en Armorique/pays de Galles, aurait pris le relais dans les années 460.

#### Ambroise et ses toponymes
Certains historiens pensent qu'il serait un des commanditaires du Wansdyke, tout comme l'établissement de ses quartiers à Amesbury (Wiltshire), qui aurait fait pour un millier de ses Ambrosiaci ("le comitatus d'Ambrosius") - comme la forteresse de Cadbury Hill en Dumnonie - un abri stratégique et un point de fortification important pour stopper les Saxons à l'Est (selon Geoffrey de Monmouth, il y serait même enterré, dans un monastère nommé Ambrius). On remarquera les connexions toponymiques intéressantes du chef de guerre avec les villages d'Amberley (Gloucestershire), Amberley (Herefordshire), Ambrosden (Oxfordshire) et Amberly (Sussex) (la majorité des spécialistes estimant toutefois que plusieurs de ces précédents noms de lieux se réfèrent en réalité à l'oiseau bruant) ; une "cour" à Amberley (Gloucestershire) lui a été supposée. L'hypothèse de Woodchester, sans preuves archéologiques à l'heure actuelle, a néanmoins un certain crédit au vu de la proximité de la grande villa romaine de Woodchester (peut-être appelé Caer Vudei/Vyddau au haut Moyen Âge, à moins que cela ne désigne Silchester) et des cités britto-romaines de Gloucester, Cirencester et Bath.

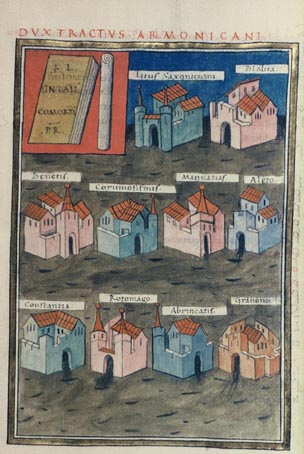
Selon certaines interprétations, Ambrosius Aurelianus aurait pu prendre de facto les fonctions de Dux tractus Armoricanus et Nervicanus, ce qui expliquerait une certaine influence en Armorique et son titre de "roi des deux côtés de la mer".

### LeRex Francorum et Britannorumselon Fleuriot
L'historien Léon Fleuriot faisant encore aujourd'hui autorité dans le domaine du haut moyen âge breton, plusieurs hypothèses qu'il a formulées, parfois contestées, sont reprises par divers chercheurs.
La Bretagne insulaire ne serait qu'une partie de sa vaste zone d'influence, puisqu'il serait à l'origine de la stabilisation des royaumes d'Armorique, sur le continent. Il est intéressant qu'il soit en effet le seul personnage à intervenir des deux côtés de la Manche. Il est même cité comme un roi des Francs et des Bretons armoricains aussi bien dans l'Historia Brittonum attribuée à Nennius que dans le Lebor Bretnach irlandais. Son autorité déborderait en effet un peu partout dans le monde celtique, et il serait très lié aux dynasties locales, à priori à celles du Gloucestershire, du Dyfed (Triffyn Farfog, Agricola, Vortiporius…) et d'Armorique, curieusement romanisées à cette époque. Dans cette éventualité, il aurait probablement été le commandant des troupes gallo-romaines stationnées sur les bords de la Loire, allié à Saint Germain d'Auxerre et à Syagrius. Son pouvoir aurait été si grand qu'il aurait fondé les dynasties armoricaines sous des noms obscurs, comme Ambros, Iahan Reith ou Regula ; il aurait également été parent des rois de Cornouaille, comme Gradlon, Budic de Cornouaille ou Saint Miliau. Protégeant ce qui serait la "Grande Cornouaille" territoire hypothétique au fil de la Loire, allant du Finistère à Tours, le chef de guerre serait tout bonnement le personnage le plus important dans l'horizon celtique du très haut moyen âge.
Il aurait été législateur, en tant que créateur (ou remanieur) de l'Excerpta de Libris Romanorum et Francorum, un ouvrage juridique breton datant vraisemblablement du Ve ou du VIe siècle. L'étymologie rapproche Aurélien du lieu-dit de Mangolérian, dans le Vannetais ; "Mangolérian" signifierait en effet "Muraille d'Aurélien", sans identification satisfaisante avec l'empereur romain du même nom. Dans le cas où il serait le Rigothamos ou Riothamus, c'est-à-dire "roi suprême" ou "roi des rois de Bretagne" (ce qui expliquerait la déférence que lui marque Sidoine Apollinaire dans une de ses lettres) et bien que cette hypothèse fasse encore largement débat, il aurait eu sous son autorité tous les Bretons, et douze mille soldats (bien que ce chiffre soit certainement apocryphe) dans l'alliance romano-franque contre les Wisigoths d'Euric, cette alliance étant toutefois rapidement défaite en 469/470. Trouvant refuge chez les Burgondes, selon Jordanès, Riothamus serait tombé au combat avant 475 et la prise de Clermont-Ferrand par les Wisigoths, sans que l'on en ait de certitude. La proximité relative de la ville d'Avallon, en Bourgogne, a alimenté la théorie d'un Ambroise en tant qu'identité véritable du roi Arthur. Pour Louis Goulpeau, la désastreuse bataille de Déols ne serait que les prémices d'une alliance fructueuse avec le royaume de Soissons, suivie de la victoire finale à Badon dans les années 490.
Selon la Chronique anglo-saxonne et Geoffroy de Montmouth, la mort du chef de guerre coïncide avec une comète aperçue en Gaule vers 497, ce qui donnerait une idée assez précise - sans être autre chose qu'une hypothèse - de sa véritable date de décès. Ce signe aurait en tout cas sûrement contribué à faire du dux bellorum un personnage hors du commun aux yeux de ses pairs.

## Ambroise en tant que prophète
L’historien Nennius fut le suivant à discuter de l’histoire de l’île de la Bretagne (la Grande-Bretagne) dans son œuvre Historia Brittonum écrite au IXe siècle. Les événements qui étaient relatés dans les deux premières œuvres sont encore présents, mais cette fois-ci, la victoire du mont Badon qui s’était faite sous le commandement d’Ambroise est attribuée au personnage d’Arthur, alors un simple chef de guerre (dux bellorum).
Dans son œuvre, "la légende de l'enfant sans père," il existe alors un autre personnage se nommant Ambroise, et qui affirme être le fils d’un consul romain. Ce terme étonnant pourrait être la réminiscence de la province de Maxime Césarienne en tant que province consulaire.
Le roi Guortigirn (Vortigern) cherche à construire une place forte mais celle-ci est toujours détruite la nuit venue. Guortigirn demande alors à ses conseillers ce qu’il doit faire pour que le phénomène cesse. Ceux-ci lui disent qu’il doit faire trouver un enfant né sans père, le tuer et asperger de son sang le sol sur lequel la forteresse doit être construite. Mais, une fois trouvé et amené devant lui, Ambrosius, l’enfant sans père, ridiculisera les conseillers de Guortigirn et lui fera découvrir un lac souterrain où deux dragons, un blanc et un rouge, se livrent bataille. Ambrosius en fait, alors, une interprétation. Le lac représente la Bretagne et les deux dragons, l’un les Bretons, l’autre les Saxons. Le dragon des Bretons étant victorieux, cela signifie que ceux-ci se lèveront et repousseront les Saxons par delà l’océan d’où ils sont venus.
Guortigirn, alors impressionné par ses prédictions, lui fait cadeau de la province de la Bretagne occidentale. Cet exploit est aussi attribué à Merlin dans certaines versions de la légende arthurienne.
Bien que Nennius soit en accord avec les autres auteurs sur le fait qu’Ambroise soit de sang romain, précisément d’un consul romain, le reste de son récit doit être attribué à un siècle d’influence de légendes.

## Ambroise en tant que prince romain

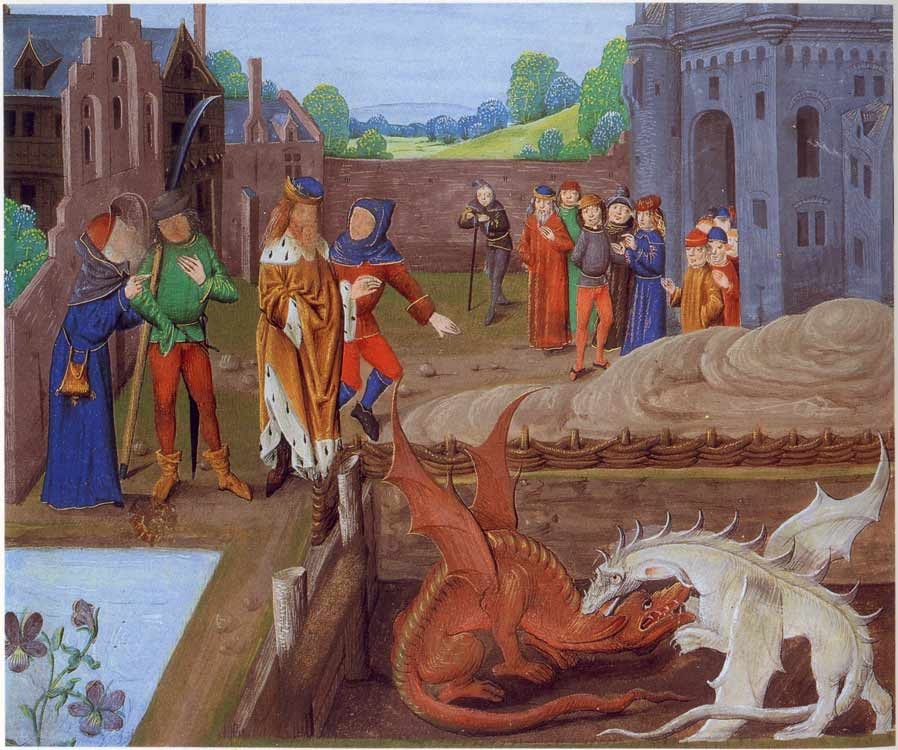
Le roi Vortigern devant le dragon blanc et le dragon rouge.

Bien des années plus tard, soit en 1135, William de Malmesbury reprendra l’idée d’Ambroise en tant que guerrier, mais cette fois-ci en rajoutant qu’il régna sur la Bretagne après Vortigern. Le nommant « dernier survivant des romains », celui-ci explique comment il a mis les Saxons en déroute avec l’aide de son général Arthur.
Malmesbury est le premier auteur qui place les personnages d’Ambroise et d’Arthur à une même époque et cette idée, d’ailleurs, ne sera plus reprise jusqu’en 1801.
Le nouveau personnage qui avait été présenté par Nennius sera plus tard repris par Geoffroy de Monmouth et l’épisode sera la fondation du personnage énigmatique de Merlin. En effet, Geoffroy reprend l’histoire de la rencontre entre Vortigern et Ambroise mais renomme ce personnage Merlin, lui attribuant, dès lors, une tout autre vie influencée par des légendes de son pays.
Dans son récit, écrit en 1138, Ambroise devient, encore une fois, un autre individu. De tous les auteurs, c’est Monmouth qui lui donnera la biographie la plus complète. Faisant de lui le fils du roi Constantin, il retient toutefois la figure du guerrier romain de Gildas et de William. Selon cette histoire, Ambroise et son frère Uther auraient fui la Bretagne après l’assassinat de leur père et la prise de pouvoir de Vortigern aux dépens de leur frère Constant. À leur majorité, ils seraient revenus avec une armée et Ambroise aurait été nommé roi. Il serait alors parvenu à défaire Vortigern et les Saxons et entrepris de reconstruire la Bretagne. Il fut assassiné par un espion du fils de Vortigern et son frère Uther devint alors roi.
Après le récit de Geoffroy de Monmouth, le personnage d’Ambroise disparut de la légende pendant quelque temps. Il apparaît parfois dans les récits sous le nouveau nom de Pendragon.

## Dans la fiction
C'est un des personnages principaux du livre de Valerio Manfredi, La Dernière Légion adapté au cinéma en 2007 par le réalisateur Doug Lefler. Le personnage du livre se confond avec le personnage de légende Ambrosius Aurelianus, le dernier empereur de l'Empire romain d'Occident, Romulus Augustule et avec celui de Uther Pendragon, père du Roi Arthur.
Il est également mentioné dans la série Stargate SG-1 lors du premier épisode de la huitième saison : Le Trésor d'Avalon. Daniel Jackson y fait la corrélation entre lui et le fait qu'il pourrait être l'Arthur de la légende.

## Sources

### Sources primaires
- Bède. « Histoire ecclésiastique de la nation bretonne » dans : Bède le Vénérable, Histoire ecclésiastique du peuple anglais (les 5 livres de l’H.E. en un seul volume), trad. du latin et présenté par Philippe Delaveau. L'aube des peuples. Gallimard, 1995.  (ISBN 2-07-073015-8)
- Gildas le Sage. « De Excidio et conquestu Britanniae », traduction dans Christiane M.J. Kerboul-Vilhon Gildas le Sage. Vies et œuvres Éditions du Pontig (1997)  (ISBN 2951031025).
- Nennius « Historia Brittonum » (Histoire des Bretons), traduction de Christiane M. J. Kerboul-Vilhon, Éditions du Pontig, Sautron, 1999.

### Sources secondaires
- (en) Mike Ashley The Mammoth Book of British Kings & Queens Robinson (Londres 1998)  (ISBN 1-84119-096-9) « Ambrosius » p. 110-111
- (en) Peter Bartrum, A Welsh classical dictionary : people in history and legend up to about A.D. 1000, Aberystwyth, National Library of Wales, 1993, p. 281-283 EMRYS WLEDIG. (400).
- (en) Christopher W. Bruce « Ambrosius Aurelianus » in The arthurian name dictionary. New York, Garland Publishing, Inc. 1999, p. 19
- Léon Fleuriot Les origines de la Bretagne Payot Paris (1980)  (ISBN 2228127108).
- (en) Richard Fletcher, « Who's Who in Roman Britain and Anglo-Saxon England», 1989
- (en) Christopher Gidlow (2004). «The Reign of Arthur: From History to Legend», 2004
- Christian Y. M. Kerboul, Les royaumes brittoniques au très haut Moyen Âge, éditions du Pontig, Sautron, 1997.
- (en) Norris J. Lacy, « Ambrosius Aurelianus » The new Arthurian Encyclopaedia. New York, Garland Pub, 1991, p. 7-8
- (en) Frank D. Reno, « The historic King Arthur », 1996
- (en) Robert M. Vermaat, « Vortigern Studies », 2008
- Paul Zumthor Merlin le prophète : un thème de la littérature polémique de l'historiographie et des romans. Slatkine Reprints, Genève, 1973, 302p.